# Sabatinca
Sabatinca là một chi bướm đêm nguyên thủy nhỏ thuộc họ Micropterigidae, bộ Lepidoptera. Palaeomicra và Micropardalis đã được thiết lập vào phân genera Sabatinca, nhưng đã được nâng mức genera bởi Minet năm 1985.

## Các loài
- Sabatinca aemula Philpott, 1924
- Sabatinca aenea Hudson, 1923
- Sabatinca aurantiaca Philpott, 1924
- Sabatinca barbarica Philpott, 1918
- Sabatinca calliarcha Meyrick, 1912
- Sabatinca caustica Meyrick, 1912
- Sabatinca chalcophanes (Meyrick, 1886)
- Sabatinca chrysargyra (Meyrick, 1886)
- Sabatinca delobelli Viette, 1978
- Sabatinca demissa Philpott, 1923
- Sabatinca heighwayi Philpott, 1927
- Sabatinca ianthina Philpott, 1921
- Sabatinca incongruella Walker, 1863
- Sabatinca lucilia Clarke, 1920
- Sabatinca passalota Meyrick, 1923
- †Sabatinca perveta (Cockerell, 1919)
- Sabatinca quadrijuga Meyrick, 1912